# Paracheilinus mccoskeri
Paracheilinus mccoskeri là một loài cá biển thuộc chi Paracheilinus trong họ Cá bàng chài. Loài này được mô tả lần đầu tiên vào năm 1977.

## Từ nguyên
Từ định danh được đặt theo tên của John E. McCosker, làm việc tại Viện Hàn lâm Khoa học California, người đã thu thập mẫu định danh của loài cá này.

## Phân bố và môi trường sống
P. mccoskeri có phân bố rộng rãi trên Ấn Độ Dương, cũng là loài Paracheilinus có phân bố rộng nhất so với trong chi. Loài này được ghi nhận tại Kenya, quần đảo Comoro, vịnh Ba Tư (bờ biển thuộc Ả Rập Xê Út), Oman, quần đảo Chagos và Maldives, quần đảo Andaman xuống bờ tây đảo Sumatra, được tìm thấy ở độ sâu khoảng 6–50 m.

## Mô tả
Chiều dài chuẩn lớn nhất được ghi nhận ở P. mccoskeri trưởng thành có kích thước khoảng 5,6 cm.
Cá đực màu đỏ cam với sọc xanh lam xếp theo kiểu B (sensu Allen và cộng sự (2016)). Vây lưng màu cam ở phía đầu với tia mềm đầu tiên vươn thành sợi xỉn màu cam; sọc xanh lam thường đứt đoạn ở giữa vây, to dần thành các đốm lớn tập trung gần rìa, dải màu đỏ tươi có độ dài thay đổi ở phần gốc vây lưng mềm. Vây hậu môn phần lớn màu đỏ thắm, trừ vùng từ gốc trở ra (khoảng 1/3 vây) có màu vàng hoặc cam, được ngăn cách bởi một hàng các vệt đốm lớn màu xanh lam, có viền xanh tím ở rìa. Vây đuôi màu nâu vàng, có thể xỉn màu, với dải lam hoặc đỏ gần phần gốc của vây, và viền xanh ở rìa, đôi khi có viền đỏ ở ngay dưới. Vây bụng màu vàng nhạt, đôi khi phớt đỏ ở gần rìa, có rìa trước viền xanh, đôi khi có thêm các đốm xanh. Khi đang trong giai đoạn giao phối, chúng có thể chuyển sang màu vàng tươi, và vây lưng mềm màu trắng tương phản nổi bật với vây hậu môn màu đỏ.
Số gai vây lưng: 9; Số tia vây lưng: 11; Số gai vây hậu môn: 3; Số tia vây hậu môn: 9; Số gai vây bụng: 1; Số tia vây bụng: 5.

## Phân loại
P. mccoskeri tạo thành phức hợp với 4 loài khác ở Thái Bình Dương, bao gồm Paracheilinus carpenteri, Paracheilinus flavianalis, Paracheilinus amanda và Paracheilinus rubricaudalis,  đặc trưng bởi vây đuôi bo tròn, thường có một tia vây lưng vươn dài thành sợi ở cá đực (đôi khi có thêm 1–3 tia khác) và có kiểu hình sọc xếp theo kiểu B.